# أنفورجيفن
أنفورجيفن بالإنجليزية (Unforgiven) هو أحد المهرجانات التي تقدمها مؤسسة المصارعة الحرة الترفيهية wwe . تم عرض أول حدث عام 1998 .

## المكان والمواعيد
| الحدث                  | التاريخ            | المدينة                        | المكان                      | الحدث الرئيسي |
| ---------------------- | ------------------ | ------------------------------ | --------------------------- | --- |
| أنفورجيفن: إن يور هاوس | April 26, 1998     | غرينزبورو (كارولاينا الشمالية) | Greensboro Coliseum Complex | ستون كولد ستيف أوستن (c) vs. مايك فولي for the بطولة العالم للدبليو دبليو إي للوزن الثقيل                                                                   |
| أنفورجيفن (1999)       | September 26, 1999 | تشارلوت (كارولاينا الشمالية)   | Charlotte Coliseum          | تربل إتش vs. دوين جونسون vs. كين vs. Mankind vs. بيغ شو vs. The British Bulldog for the vacant WWF Championship with special guest enforcer Steve Austin    |
| أنفورجيفن (2000)       | September 24, 2000 | فيلادلفيا                      | ولز فارجو سنتر              | The Rock (c) vs. كريس بنوا vs. أندرتيكر vs. Kane for the WWF Championship                                                                                   |
| أنفورجيفن (2001)       | September 23, 2001 | Pittsburgh, Pennsylvania       | Mellon Arena                | Steve Austin (c) vs. كيرت أنغل for the WWF Championship |
| أنفورجيفن (2002)       | September 22, 2002 | لوس أنجلوس                     | ستيبلز سينتر                | Triple H (c) vs. روب فان دام for the بطولة العالم للوزن الثقيل بروك ليسنر (c) vs. The Undertaker for the WWE Championship                                   |
| أنفورجيفن (2003)       | September 21, 2003 | هرشي                           | Giant Center                | Triple H (c) vs. بيل غولدبيرغ for the World Heavyweight Championship                                                                                        |
| أنفورجيفن (2004)       | September 11, 2004 | بورتلاند                       | Rose Garden                 | راندي أورتن (c) vs. Triple H for the World Heavyweight Championship                                                                                         |
| أنفورجيفن (2005)       | September 18, 2005 | أوكلاهوما                      | Ford Center                 | جون سينا (c) vs. كيرت أنغل for the WWE Championship |
| أنفورجيفن (2006)       | September 17, 2006 | تورونتو                        | Air Canada Centre           | آدم كوبلاند (c) vs. John Cena in a تي ال سي 2009 ‏ for the WWE Championship                                                                                  |
| أنفورجيفن (2007)       | September 16, 2007 | ممفيس                          | فيديكس فوروم                | The Undertaker vs. مارك هنري |
| أنفورجيفن (2008)       | September 7, 2008  | Cleveland, Ohio                | Quicken Loans Arena         | Chris Jericho vs. ديف باتيستا vs. Kane vs. جون برادشو ليفيلد vs. ري ميستيريو in a Championship Scramble match for the vacant World Heavyweight Championship |